# Clever (Missouri)
Pour les articles homonymes, voir Clever.
Clever est une ville du comté de Christian, dans le Missouri, aux États-Unis,. Située à l'ouest du comté, elle est incorporée en 1909.

## Démographie
Lors du recensement de 2010, la ville comptait une population de 2 139 habitants. Elle est estimée, en 2017, à 2 631 habitants.

## Source de la traduction
- (en) Cet article est partiellement ou en totalité issu de l’article de Wikipédia en anglais intitulé « Clever, Missouri » (voir la liste des auteurs).